# Dofttobak
Dofttobak (Nicotiana suaveolens) är en art inom familjen potatisväxter från nordöstra Australien. Det är en flerårig ört som odlas ibland som ettårig utplanteringsväxt i Sverige.

## Synonymer
- Nicotiana australasiae R.Br.
- Nicotiana exigua H.-M.Wheeler
- Nicotiana suaveolens var. parviflora Benth.
- Nicotiana suaveolens var. rotundifolia (Lindl.) Comes
- Nicotiana undulata Sims nom. illeg.
- Nicotiana undulata Vent. nom. illeg.